# 新生活版英文翻譯本聖經
新生活版英文翻譯本 (NLT) 是按聖經原文，修訂成現代英文的聖經譯本。翻譯學者們所修訂的版本是《生活版聖經》；《生活版聖經》則源於希伯來文版與希臘文版的聖經。

## 翻譯主旨
以意譯為主，字譯較少。NLT的翻譯工作邀集了各個教派的翻譯學者，他們簡明地按原文字面上及與時態對等的原則，以忠實傳達文字背後的涵意。
就翻譯方法而言，僅根據字面意義的翻譯，對於研究學者來說比較容易了解或不容易使人誤解；但為使一般讀者容易明白，即須採用『意思對意思』的翻譯方法（thought-for-thought），但準確性則比字面翻譯（文字對文字）的方法來得低。所以相比之下，NLT可能不適合用於嚴謹的聖經研究。

## 文本基礎
NLT所翻譯的舊約乃根據希伯來文聖經（聖經司徒加特版），並且再比對其他聖經文本，諸如死海古卷、七十士譯本、希臘手稿、撒瑪利亞摩西五經、敘利亞別西大譯本、拉丁文聖經普通文本等。而所翻譯的新約則是基於兩個標準版的希臘文新約聖經（UBS第四修訂版和内斯特萊-奧蘭Novum Testamentum Graece第27版）。